# レニングラード・カウボーイズ・ゴー・アメリカ
『レニングラード・カウボーイズ・ゴー・アメリカ』（Leningrad Cowboys Go America）は、1989年に公開されたフィンランド・スウェーデン共同製作、アキ・カウリスマキ監督のコメディ・ロードムービー。

## 概要
架空のバンド「レニングラード・カウボーイズ」が、故郷シベリアからアメリカに渡りメキシコまでを旅するロードムービー。レニングラード・カウボーイズの奇抜な出で立ちと、ポルカに始まりロックンロールなどアメリカ各地の影響を受けて変化していく彼らの演奏、とぼけた物語展開が魅力のコメディ映画である。

## あらすじ
極端に長いクイッフととんがりブーツがトレードマークの「レニングラード・カウボーイズ」は、シベリアの片田舎で活動する時代錯誤のアマチュアバンド。商業的な成功を夢見ているが、追っかけてくるファンは村の愚か者イゴール（カリ・ヴァーナネン）だけ。ここでは芽が出ないと悟ったマネージャーのウラジミール（マッティ・ペロンパー）は、屋外練習で凍り付いたメンバーを含む一行を率いてアメリカへ赴く。
ニューヨークにたどり着いた一行だったが、評価はやはり芳しくない。エージェントの「俺のいとこの結婚式で演奏しろ」との提案を真に受けた一行は、ディーラー（ジム・ジャームッシュ）から全財産をはたいて中古車を買い、メキシコ目指して旅立つ。かくして文無しの旅芸人となった彼らは、生活費を稼ぐためにバーやクラブに寄っては演奏し、アメリカ各地の音楽を取り込んでいく。